# Mike Hayden

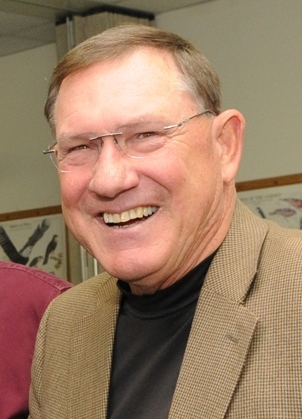
Mike Hayden, 2010

John Michael „Mike“ Hayden (* 15. März 1944 in Colby, Kansas) ist ein US-amerikanischer Politiker. Er war von 1987 bis 1991 der 41. Gouverneur des Bundesstaates Kansas.

## Frühe Jahre und politischer Aufstieg
Mike Hayden besuchte sowohl die Kansas State University, wo er Artenschutz studierte, als auch die Fort Hays State University, wo er bis 1974 Biologie studierte. Für 13 Monate war er Soldat im Vietnamkrieg. Haydens politische Laufbahn begann im Jahr 1972 mit seiner Wahl in das Repräsentantenhaus von Kansas. Dieses Mandat behielt er bis 1986, wobei er in den Jahren 1983 und 1985 sogar Parlamentspräsident war. Dort setzte er sich für Umweltschutzprogramme und den Artenschutz ein. Im Jahr 1986 wurde Hayden als Kandidat der Republikanischen Partei gegen Thomas R. Docking zum neuen Gouverneur von Kansas gewählt.

## Gouverneur von Kansas
Hayden trat seine vierjährige Amtszeit am 12. Januar 1987 an. In dieser Zeit wurde der Haushalt konsolidiert und dann die Steuern deutlich gesenkt. Seiner Herkunft entsprechend setzte sich der Gouverneur für den Umweltschutz und die Artenvielfalt ein. Er war auch für den Erhalt des ländlichen Raums. Er war auf der anderen Seite entschieden gegen Alkohol- und Drogenmissbrauch. Hayden war Vorsitzender der Vereinigung der republikanischen Gouverneure. Seine Regierung litt unter einem inneren Konflikt seiner Partei, in der es eine konservative und eine moderate Fraktion gab. Hayden gehörte der moderaten Seite an und war beispielsweise für die Abtreibung, während die Konservativen dagegen waren. Die Spaltung behinderte weitergehende politische Reformen.

## Weiterer Lebensweg
Im Jahr 1991 wurde Hayden Abteilungsleiter im US-Innenministerium. Er war dort für Fischereifragen und den Artenschutz zuständig. Zwischen 1993 und 2001 war Hayden Präsident der American Sportfishing Association, einer nicht gewinnorientierten Interessensgemeinschaft zur Erhaltung der Fischgründe und zur Förderung von Umweltschutzmaßnahmen in diesem Bereich. Im Jahr 2003 wurde Hayden von Kathleen Sebelius, der neuen Gouverneurin von Kansas, zum Minister für Naturschutz und Naturparks ernannt. Dieses Amt übte er bis zum Ende der Amtszeit von Sebelius’ Nachfolger Mark Parkinson im Januar 2011 aus. Mike Hayden ist verheiratet und hat zwei Kinder.